# 羽黒山古墳群
羽黒山古墳群（はぐろやまこふんぐん）は、埼玉県美里町にある古墳群。
羽黒山丘陵全体に、径15〜20メートルの円墳30基が、いくつかの支群に分かれて分布している。丘陵西端に所在する羽黒神社古墳を中心に群集している6基の古墳が保存されている。

## 主な古墳
- 雷電神社北裏古墳
- 白石1号墳
- 白石2号墳
- 白石3号墳
- 羽黒山1号墳
- 羽黒山2号墳
- 羽黒山3号墳
- 羽黒山5号墳
- 羽黒山6号墳
- 羽黒山7号墳
- 羽黒山8号墳